# CXCL10
CXCL10 (англ. C-X-C motif chemokine ligand 10) – білок, який кодується однойменним геном, розташованим у людей на короткому плечі 4-ї хромосоми.  Довжина поліпептидного ланцюга білка становить 98 амінокислот, а молекулярна маса — 10 881.
| 10         |  | 20         |  | 30         |  | 40         |  | 50         |
| ---------- |  | ---------- |  | ---------- |  | ---------- |  | ---------- |
| MNQTAILICC |  | LIFLTLSGIQ |  | GVPLSRTVRC |  | TCISISNQPV |  | NPRSLEKLEI |
| IPASQFCPRV |  | EIIATMKKKG |  | EKRCLNPESK |  | AIKNLLKAVS |  | KERSKRSP   |

A: Аланін

C: Цистеїн

E: Глутамінова кислота

F: Фенілаланін

G: Гліцин

I: Ізолейцин

K: Лізин

L: Лейцин

M: Метіонін

N: Аспарагін

P: Пролін

Q: Глутамін

R: Аргінін

S: Серин

T: Треонін

Кодований геном білок за функцією належить до цитокінів. 
Задіяний у таких біологічних процесах як запальна відповідь, хемотаксис. 
Секретований назовні.